# Tole vilhelminae
Tole vilhelminae är en kräftdjursart som först beskrevs av Knud Hensch Stephensen 1913.  Tole vilhelminae ingår i släktet Tole, ordningen gråsuggor och tånglöss, klassen storkräftor, fylumet leddjur och riket djur. Inga underarter finns listade i Catalogue of Life.